# Alexandre Djanelidze
Alexandre Djanelidze (en géorgien : ალექსანდრე ჯანელიძე ; né le 5 novembre 1888 et mort le 16 janvier 1975) est un géologue géorgien.

## Biographie
L'Académicien Alexandre Djanelidze naquit еn 1888 en Géorgie, dans le village Nikortsminda de la municipalité d'Ambrolaouri. En 1906, après avoir fait ses études à l’école secondaire de Koutaïssi, il partit en France et entra à la Sorbonne à la Faculté des Sciences. Y ayant terminé ses études en 1911 avec le diplôme de licence de sciences, il les а poursuivies à l'Université de Kazan (1917) et repartit de  nouveau à l’étranger. Il travaillait à Paris sous la direction de Émile Haug, à Grenoble avec Wilfrid Kilian et à Halle avec Johannes Walther.
Durant sa brillante carrière scientifique Alexandrè Djanèlidzè fonda l'École Géologique de Tbilissi, fut maître émérite des sciences et membre de l'Académie nationale des sciences de Géorgie, fondateur et chef des chaires géologiques à l'université d'État de Tbilissi (1924—1972) et à l'École polytechnique de Géorgie (1928—1946) fondateur (1925) et directeur (1925—1955) de l'Institut géologique de l’Académie des Sciences de la RSS Géorgienne, fondateur (1933) et président (1937—1975) de la Société géologique de Géorgie.
Dans l'heritage scientifique d'Alexandre Djanélidzé une place importante est occupée par les recherches paléontologiques. C'est lors de son séjour à Paris qu'il publia quelques ouvrages paléontologique dont une monographie "Les spiciteras du S-E de la France" fut présentée plus tard comme thèse de doctorat, soutenue еn 1922, à  l'Université de Tbilissi. Il poursuivit ces recherches en Géorgie et toute une suite de ses ouvrages est consacrée aux faunes du Jurassique et du Crétacé, créant une base pour d'autres recherches paléontologiques.
Les ouvrages principaux de Alexandre Djanelidze sont consacrés aux problèmes de tectonique et de tectogenèse. Il s'occupait du mécanisme de la formation des plis marginaux et de couverture, de la conception du Bloc géorgien, de la théorie des phases orogéniques de Hans Stille, en y apportant d'importants correctifs, de la migration des montagnes et de leur évolution télescopiques. Les idées concernant l'origine et l'évolution des géosynclinaux et le problème de granitisation, les hypothèses de la genèse des continents et bien d'autres questions étaient au centre de ses intérêts scientifiques.